# El Monte (Petín)
El Monte (llamada oficialmente Santoalla do Monte) es una parroquia del municipio español de Petín, en la provincia de Orense, Galicia.

## Toponimia
La parroquia también es conocida por los nombres de Santa Eulalia de El Monte, Santa Eulalia del Monte, Santa Eulalia do Monte y Santoalla do Monte (Santa Oalla).

## Organización territorial
La parroquia está formada por una entidad de población:
- Santa Eulalia

## Demografía
| Gráfica de evolución demográfica de El Monte entre 2000 y 2023 |
|                                                                |
| Datos según el nomenclátor publicado por el INE.               |